# Équipe de Saint-Christophe-et-Niévès masculine de volley-ball
Cet article traite de l'équipe masculine. Pour l'équipe féminine, voir Équipe de Saint-Christophe-et-Niévès féminine de volley-ball.
L'équipe de Saint-Christophe-et-Niévès de volley-ball est composée des meilleurs joueurs christophiens sélectionnés par la Fédération christophienne de volleyball. Elle est actuellement classée au 85e rang mondial par la Fédération Internationale de Volleyball au 15 janvier 2010.

## Sélection actuelle
Sélection pour les qualifications aux Championnats du monde 2010.
Entraîneur : Glenn Quinlan  ; entraîneur-adjoint : Hance Richards 

## Palmarès et parcours

### Palmarès
Néant.